# Guardamar del Segura
Guardamar del Segura é um município da Espanha na província de Alicante, Comunidade Valenciana. Tem 35,58 km² de área e em 2021 tinha 15 983 habitantes (densidade: 449,2 hab./km²).

## Demografia
| Variação demográfica do município entre 1991 e 2004 | Variação demográfica do município entre 1991 e 2004 | Variação demográfica do município entre 1991 e 2004 | Variação demográfica do município entre 1991 e 2004 |
| --------------------------------------------------- | --------------------------------------------------- | --------------------------------------------------- | --------------------------------------------------- |
| 1991                                                | 1996                                                | 2001                                                | 2004                                                |
| 6899                                                | 8227                                                | 9480                                                | 12215                                               |